# Lena Rydqvist
Lena Birgitta Rydqvist, född den 27 februari 1963, är en tidigare landslagsspelare i handboll.

## Klubbkarriär
Lena Rydqvist började sin elitkarriär i RP IF i Linköping i samma årskull som Tone Süssly och spelade där under hela sin elitkarriär. Hennes senare karriär är inte känd.

## Landslagskarriär
Lena Rydqvist spelade i fyra år 1979 till 1983 i ungdomslandslagen 34 matcher och gjorde 52 mål. Hon debuterade 1984 i A-landslaget och spelade 30 landskamper enligt både ny och gammal statistik. Hon stod för 17 mål under sina fyra landslagsår 1984–1987 Av hennes 30 matcher slutade åtta med segrar, fem oavgjorda: och sjutton förluster. Sverige tillhörde inte världseliten och då Lena Rydqvist var med och spelade i B-VM 1985 åkte Sverige ner i C-gruppen.

## Privat
2005 startade Lena Rydqvist Fyskliniken i Linköping. Hon hade arbetat som legitimerad sjukgymnast sedan 1993.